# Акарал (Жетысуская область)
Акарал (каз. Ақарал) — село в Панфиловском районе Жетысуской области Казахстана. Входит в состав Ушаралского сельского округа. Код КАТО — 195657200.

## Население
В 1999 году население села составляло 273 человека (133 мужчины и 140 женщин). По данным переписи 2009 года, в селе проживали 553 человека (267 мужчин и 286 женщин).